# Os símbolos nacionais
Os símbolos nacionais  é um livro brasileiro, lançado em 1908, de autoria de Eurico de Góis sobre os símbolos nacionais do Brasil em que defende substituição da ideologia positivista na  bandeira do Brasil.